# Mahuwa (Pra.Khe)
Mahuwa (Pra.Khe) (nep. महुवा प्र खे) – gaun wikas samiti w środkowej części Nepalu w strefie Dźanakpur w dystrykcie Dhanusa. Według nepalskiego spisu powszechnego z 2011 roku liczył on 813 gospodarstw domowych i 4852 mieszkańców (2482 kobiety i 2370 mężczyzn).